# Жири
Жири (на словенски: Žiri) е град в Словения, Горенски регион. Административен център на община Жири. Според Националната статистическа служба на Република Словения през 2002 г. градът има 3593 жители.